# 澳大利亞童軍
澳大利亞童軍（英語：Scouts Australia），正式名稱為澳大利亞童軍總會（The Scout Association of Australia），為澳大利亞的童軍活動組織，也是世界童軍運動組織的成員。該組織在澳大利亞領土範圍內，提供6至25歲兒童與青少年合適的發展计划。澳大利亞童軍成立於1958年，於1967年分拆。
即使澳大利亞童軍開放女性與較年輕的兒童參與童軍活動，且澳大利亞的人口持續增長，但參與童軍活動的人數卻持續下降。根據2014年媒體報導指出：「澳大利亞童軍希望能阻止成員人數穩定下降。1979年該組織擁有114,500名青少年成員，但今日只有52,000名。」根據該組織的年度報告，2001年時總共有84,502名成員與2,126個童軍團，2005年下降到63,200名成員與1,836個童軍團，2012年則再度下降到49,181名青少年、2,587名羅浮童軍、14,113名成人服務員與1,486個童軍團。這代表該組織的參與人員當中，成人與青少年的比例超過了1比3。